# Tjetjensk Wikipedia
Tjetjensk Wikipedia (tjetjensk: Нохчийн Википеди, tr. Vikipedi marşa entsiklopedi ; dansk: den tjetjensksprogede Wikipedia) er den tjetjensksprogede  version af det verdensomspændende encyklopædi-projekt Wikipedia. Tjetjensk Wikipedia blev lanceret 28. februar 2005.
Pr. fredag den 28. marts 2025 har  Wikipedia 601.483 artikler, 53 aktive bidragydere og 3 administratorer.